# Mircea Ifrim
Mircea Ifrim (n. 4 mai 1939, Săgeata, Buzău – d. 22 martie 2020, Oradea) a fost un medic, profesor universitar și politician român, membru al Parlamentului României. Mircea Ifrim a fost deputat în legislaturile 2000-2004 și 2004-2008, ales pe listele PRM. În noiembrie 2008, Mircea Ifrim a devenit membru în Partidul Național Liberal.
Mircea Ifrim a fost de profesie medic iar în decursul carierei sale a avut o activitate profesională excepțional de prodigioasă. Mircea Ifrim a fost decorat de președintele Traian Băsescu cu Ordinul Național „Steaua României” în grad de cavaler. Mircea Ifrim a fost decan al facultății de medicină a Universității din Oradea și președinte al Academiei de Științe Medicale din România.